# 레프러칸 (성전사 단바인)
레프러칸은 애니메이션 "성전사 단바인"에 등장했던 오라 배틀러이다. 이름의 유래는 아일랜드의 요정 레프리컨이다.

## 개요
오라 배틀러 비란비의 화력을 강화한 발전형이지만 내장화기가 우선된 결과, 장갑이나 마르스가 간소화되었기 때문에 파워가 떨어지고, 종합적인 밸런스가 나빠 취급이 어렵다고 한다. 기체 색은 붉은 주황색. 당초는 개발자인 쇼트가 자기의 사병 전용으로서, 드레이크에게도 비밀리에 개발을 하던 경위가 있다 (후에, 군에 제식 채용).
무장은 오른손에 플레임 밤 (화염포), 왼쪽에 오라 소드를 수납하는 고정식 방패 (오라 샷 1문과 사출식 와이어 달린 클로 2기를 내장). 사타구니에 볼 마운트 식 단장 오라 캐넌. 오라 컨버터 위에 4연장 오라 발칸. 양쪽 발에 유선 유도식 수류탄 (그레네이드)을 한 개씩 장비. 또, 극중에서는 머리부분에도 오라 발칸이 2문 존재하고, 그 송곳니도 격투전 무기로서 사용 가능한 듯 하다.
시제 단계에서는 번 바닝스가 탑승. 그 후 제릴 쿠치비나 페이 층콴 등 성전사에게 지급되었다. 양산되어서 일반병사에게까지 널리 퍼진 것은 비란비의 양산과 같은 시기지만, 아마도 비용이 더 높고 앞서 설명한 불안정성 때문에, 비란비보다 생산수는 적다. 앨런처럼, 레프러칸이 일반병사에게까지 널리 퍼지는 시기까지도, 일부러 계속 비란비에 탑승한 성전사도 있다.
반대로 제릴처럼, 탑승기를 잃어도, 일부러 같은 레프러칸을 계속 탄 파일럿도 있다. 제릴이 조종하는 기체는, 처음으로 하이퍼화를 일으킨 기체이기도 하다.
플레이 스테이션 게임 "성전사 단바인 성전사 전설"에서는, 주인공이 국왕을 맡는 리 나라사양 기체로서, 푸른 레프러칸이 등장한다.

## 같이 보기
- 오라 머신 목록